# スーペルコッパ・イタリアーナ
スーペルコッパ・イタリアーナ（伊: Supercoppa Italiana）は、イタリアのサッカーの大会の一つで、1988年から始まったスーパーカップ。スポンサーシップにより、EAスポーツ・スーパーカップ（EA Sports Supercup）の名称が用いられる。

## 概要
毎年セリエAの開幕前に開催されるが、近年はICC開催の関係や、UEFA CLのプレーオフのスケジュールの都合から、開幕後や12月ないし翌年1月開催が多くなっている。
アメリカ合衆国のRFKスタジアムやジャイアンツ・スタジアム、中華人民共和国の国家体育場といった海外でも、何度か開催されている。近年ではサウジアラビアやカタールなど、中東での開催が多い。

## フォーマット
2022年大会までの形式は、セリエAの前シーズン優勝チームとコッパ・イタリアの優勝チームが一発勝負を行った。もしも同一チームがセリエAとコッパ・イタリアの両方を優勝した場合には、そのチームとコッパ・イタリア準優勝チームが出場権を得た。2018年大会からはVARが導入され、さらに2022年大会から半自動オフサイドテクノロジーも導入された。
2023年大会からはファイナル・フォー形式に変更された。参加チームは従来の2チームに加え、前のシーズンのセリエA準優勝クラブとコッパ・イタリア準優勝のクラブにも出場権が与えられる。これら4つの出場枠のうち重複するクラブがあった場合には、セリエAで3位、場合によっては4位のクラブが繰り上げで出場権を獲得する。また、延長戦も廃止されて90分で決着がつかなかった場合にはそのままPK戦に突入して勝敗を決める。

## 歴代優勝クラブ

### 2チーム形式 (1988-2022)
| 年度 | セリエA 優勝クラブ | スコア             | コッパ・イタリア 優勝クラブ | 開催地                                         | 入場者数 |
| ---- | ------------------ | ------------------ | --------------------------- | ---------------------------------------------- | -------- |
| 1988 | ミラン             | 3-1                | サンプドリア                | ミラノ, サン・シーロ                           | 19,412   |
| 1989 | インテル           | 2-0                | サンプドリア                | ミラノ, サン・シーロ                           | 7,221    |
| 1990 | ナポリ             | 5-1                | ユヴェントス                | ナポリ, スタディオ・サン・パオロ               | 62,404   |
| 1991 | サンプドリア       | 1-0                | ローマ                      | ジェノヴァ, スタディオ・ルイジ・フェッラーリス | 21,120   |
| 1992 | ミラン             | 2-1                | パルマ                      | ミラノ, サン・シーロ                           | 30,102   |
| 1993 | ミラン             | 1-0                | トリノ                      | ワシントンD.C., RFKスタジアム                  | 25,268   |
| 1994 | ミラン             | 1-1 (4-3 p)        | サンプドリア                | ミラノ, サン・シーロ                           | 26,767   |
| 1995 | ユヴェントス       | 1-0                | パルマ                      | トリノ, スタディオ・デッレ・アルピ             | 5,289    |
| 1996 | ミラン             | 1-2                | フィオレンティーナ          | ミラノ, サン・シーロ                           | 29,582   |
| 1997 | ユヴェントス       | 3-0                | ヴィチェンツァ・カルチョ    | トリノ, スタディオ・デッレ・アルピ             | 16,157   |
| 1998 | ユヴェントス       | 1-2                | ラツィオ                    | トリノ, スタディオ・デッレ・アルピ             | 16,500   |
| 1999 | ミラン             | 1-2                | パルマ                      | ミラノ, サン・シーロ                           | 25,001   |
| 2000 | ラツィオ           | 4-3                | インテル・ミラノ            | ローマ, スタディオ・オリンピコ                 | 61,446   |
| 2001 | ローマ             | 3-0                | フィオレンティーナ          | ローマ, スタディオ・オリンピコ                 | 61,050   |
| 2002 | ユヴェントス       | 2-1                | パルマ                      | トリポリ, 6月11日スタジアム                    | 40,000   |
| 2003 | ユヴェントス       | 1-1 (延長) (5-4 p) | ミラン                      | イーストラザフォード, ジャイアンツ・スタジアム | 54,128   |
| 2004 | ミラン             | 3-0                | ラツィオ                    | ミラノ, サン・シーロ                           | 33,274   |
| 2005 | ユヴェントス       | 0-1 (延長)         | インテル・ミラノ            | トリノ, スタディオ・デッレ・アルピ             | 35,246   |
| 2006 | インテル・ミラノ   | 4-3 (延長)         | ローマ                      | ミラノ, サン・シーロ                           | 45,528   |
| 2007 | インテル・ミラノ   | 0-1                | ローマ                      | ミラノ, サン・シーロ                           | 34,898   |
| 2008 | インテル・ミラノ   | 2-2 (延長) (6-5 p) | ローマ                      | ミラノ, サン・シーロ                           | 43,400   |
| 2009 | インテル・ミラノ   | 1-2                | ラツィオ                    | 北京, 北京国家体育場                           | 68,961   |
| 2010 | インテル・ミラノ   | 3-1                | ローマ                      | ミラノ, サン・シーロ                           | 65,860   |
| 2011 | ミラン             | 2-1                | インテル・ミラノ            | 北京, 北京国家体育場                           | 66,161   |
| 2012 | ユヴェントス       | 4-2 (延長)         | ナポリ                      | 北京, 北京国家体育場                           | 75,000   |
| 2013 | ユヴェントス       | 4-0                | ラツィオ                    | ローマ, スタディオ・オリンピコ                 | 57,000   |
| 2014 | ユヴェントス       | 2-2 (延長) (5-6 p) | ナポリ                      | ドーハ, ジャシム・ビン・ハマド・スタジアム     | 14,000   |
| 2015 | ユヴェントス       | 2-0                | ラツィオ                    | 上海, 上海スタジアム                           | 20,000   |
| 2016 | ユヴェントス       | 1-1 (3-4 p)        | ミラン                      | ドーハ, ジャシム・ビン・ハマド・スタジアム     | 11,356   |
| 2017 | ユヴェントス       | 2-3                | ラツィオ                    | ローマ, スタディオ・オリンピコ                 | 52,000   |
| 2018 | ユヴェントス       | 1-0                | ミラン                      | ジッダ, キング・アブドゥッラー・スポーツシティ | 61,235   |
| 2019 | ユヴェントス       | 1-3                | ラツィオ                    | リヤド, KSUスタジアム                          | 23,361   |
| 2020 | ユヴェントス       | 2-0                | ナポリ                      | レッジョ・エミリア, マペイ・スタジアム         | 無観客   |
| 2021 | インテル・ミラノ   | 2-1 (延長)         | ユヴェントス                | ミラノ, サン・シーロ                           | 29,696   |
| 2022 | ミラン             | 0-3                | インテル・ミラノ            | リヤド, キング・ファハド国際スタジアム         | 51,357   |

1. 1 2 3 4 5 6 7 8  コッパ・イタリア準優勝クラブ

### 4チーム形式 (2023-)
| 年度 | 開催日        | 優勝                                                | スコア | 準優勝                                     | ベスト4                                                                                         | 開催地                | 決勝戦 入場者数 |
| ---- | ------------- | --------------------------------------------------- | ------ | ------------------------------------------ | ----------------------------------------------------------------------------------------------- | --------------------- | --------------- |
| 2023 | 2024年1月22日 | インテル・ミラノ （前季コッパ・イタリア優勝クラブ） | 1–0    | ナポリ （前季セリエA優勝クラブ）           | フィオレンティーナ （前季コッパ・イタリア準優勝クラブ） ラツィオ （前季セリエA準優勝クラブ）    | リヤド, KSUスタジアム | 24,900          |
| 2024 | 2025年1月6日  | ミラン （前季セリエA準優勝クラブ）                  | 3-2    | インテル・ミラノ （前季セリエA優勝クラブ） | ユヴェントス （前季コッパ・イタリア優勝クラブ） アタランタ （前季コッパ・イタリア準優勝クラブ） | リヤド, KSUスタジアム | 24,841          |

## クラブ別優勝回数

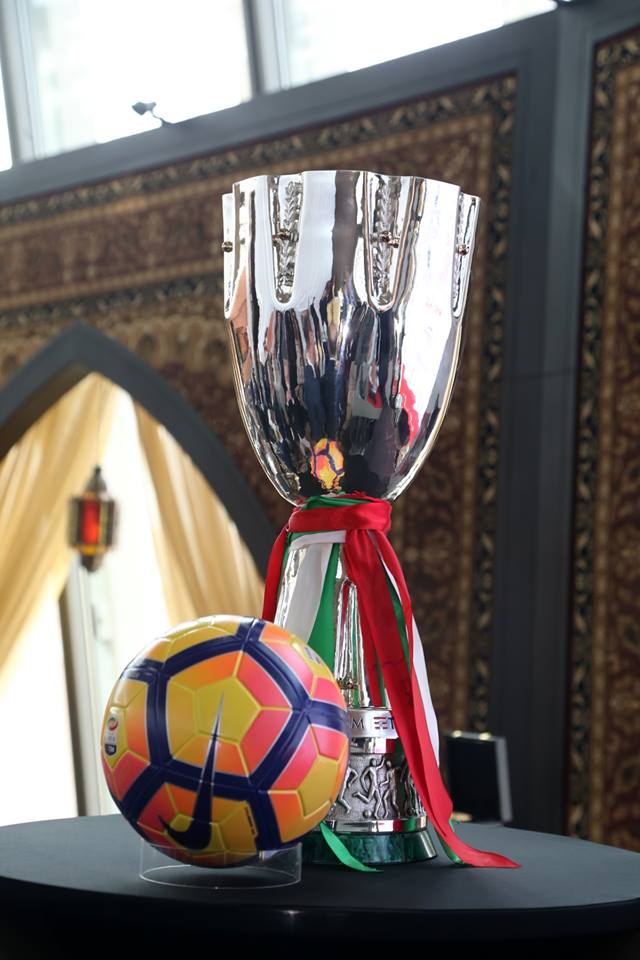
スーペルコッパ・イタリアーナのトロフィー（2016年）

| クラブ名                 | 優勝 | 準優勝 | 優勝年度                                            |
| ------------------------ | ---- | ------ | --------------------------------------------------- |
| ユヴェントス             | 9    | 8      | 1995, 1997, 2002, 2003, 2012 2013, 2015, 2018, 2020 |
| ミラン                   | 8    | 5      | 1988, 1992, 1993, 1994, 2004 2011, 2016, 2024       |
| インテル・ミラノ         | 8    | 5      | 1989, 2005, 2006, 2008, 2010 2021, 2022, 2023       |
| ラツィオ                 | 5    | 3      | 1998, 2000, 2009, 2017, 2019                        |
| ローマ                   | 2    | 4      | 2001, 2007                                          |
| ナポリ                   | 2    | 3      | 1990, 2014                                          |
| パルマ                   | 1    | 3      | 1999                                                |
| サンプドリア             | 1    | 3      | 1991                                                |
| フィオレンティーナ       | 1    | 1      | 1996                                                |
| トリノ                   | 0    | 1      | -                                                   |
| ヴィチェンツァ・カルチョ | 0    | 1      | -                                                   |